# (1273) Хельма
(1273) Хельма (нем. Helma) — астероид главного пояса, который был открыт 8 августа 1932 года немецким астрономом Карлом Рейнмутом в обсерватории Хайдельберг в Германии. Астероид назван в честь подруги немецкого астронома Вернера Шауба.
Длительность одного оборота астероида Хельма вокруг Солнца составляет 3,704 года.